# 2311 El Leoncito
2311 El Leoncito је астероид са пречником од приближно 53,14 .
Афел астероида је на удаљености од 3,788 астрономских јединица (АЈ) од Сунца, а перихел на 3,474 АЈ.
Ексцентрицитет орбите износи 0,043, инклинација (нагиб) орбите у односу на раван еклиптике 6,619 степени, а орбитални период износи 2527,960 дана (6,921 година).
Апсолутна магнитуда астероида је 10,52 а геометријски албедо 0,038.
Астероид је откривен 10. октобра 1974. године.